# Retail
Retail ([riːteɪl]; deutsch „Einzelhandel“) ist der Anglizismus für den Einzelhandel.

## Etymologie
Das englische Wort ist vom altfranzösischen retaille (für „abgeschnittenes Teilstück“) und dem Verb tailler (für „schneiden“) abgeleitet.

## Allgemeines
Retail hat in der deutschen Sprache zwei Bedeutungen, nämlich den Einzelhandel („Retailer“ ist der Einzelhändler) und das  Geschäft mit „Retailkunden“ (Massengeschäft). 

## Nach Branche

### Handel
Der Retailer vertreibt Handelswaren in kleinen und kleinsten Mengen an Letztverbraucher. Retailkunden sind im Regelfall Privathaushalte, die standardisierte, wenig beratungsbedürftige Produkte nachfragen.
Als Retail-Verpackung bezeichnet man eine Umverpackung, welche für den Einzelverkauf im Handel vorgesehen ist (Einzelhandelsversion).
Der typische Kunde ist der Endverbraucher. Als Abkürzung für Retail wird in Warenlisten mitunter RTL verwendet. Im Gegensatz dazu steht der Großhandel (englisch Wholesale).

### Computerbranche
Produkte insbesondere aus dem PC-Hardware-Bereich gelten als Retail (oder auch: Kit; dt. „Satz“ bzw. „Kollektion“), wenn sie für den Verkauf an den Endverbraucher bestimmt sind. Waren im Kaufhaus liegen meistens in der Retail-Version vor, das heißt, sie befinden sich zumeist in einer bunten Hochglanzverpackung, und es liegen zum Beispiel Treiber, Handbuch, Kabel und Schrauben bei, so dass das Gerät direkt in Betrieb genommen werden kann.
Zum Beispiel haben Grafikkarten im Retail-Lieferumfang oft noch zusätzliche Software oder Computerspiele beigelegt. Als Retail gelten auch die als echte Vollversionen bezeichneten Softwareprodukte im Gegensatz zu den so genannten OEM-Versionen.
Das Gegenteil von Retail ist Bulk, wobei sich beide im eigentlichen Hauptprodukt technisch normalerweise nicht voneinander unterscheiden, aber Packungsinhalt, Garantie- und Kundendienstbedingungen weichen oft ab.

### Bankensektor
Im Bankensektor wird das standardisierte Privatkundengeschäft auch Retail Banking genannt. Wesentliche Bereiche des Retailgeschäfts sind Kontoführung, Anlageinstrumente, Kredite und Finanzdienstleistungen. Das auf vermögende Privatkunden ausgerichtete Geschäft nennt man Private Banking und das Großkunden- oder Interbankengeschäft heißt Wholesale-Geschäft.

### Weitere Bedeutungen
Weiterhin wird die Bezeichnung Retail auch in vielen anderen Bereichen, z. B. der Tourismusbranche verwendet. Auf dem Immobilienmarkt werden darunter Einzelhandelsimmobilien verstanden.
Im Bereich von Tonträgern bezeichnet Retail die gemasterte Endversion eines Tonträgers wie er im Handel erhältlich sein wird im Gegensatz zum Demo oder der Promoedition.